# チャーリー太田
チャーリー 太田（チャーリー おおた、1981年8月24日 - ）は、アメリカ合衆国のプロボクサー。ニューヨーク州ニューヨーク市出身。横浜光ボクシングジム所属。第31代日本スーパーウェルター級王者。第29代OPBF東洋太平洋スーパーウェルター級王者。2016年7月2日に行われたエルフェロス・ベガ戦からリングネームをチャールズ・ベラミーに戻して活動している。本名はチャールズ・ナサニエル・ベラミー（Charles Nathaniel Bellamy）。

## 来歴
2001年、アメリカ海軍の艦船整備士として横須賀基地に赴任。除隊後の2004年に日本人女性と結婚し、東京都八王子市に居住。英会話学校の講師や小・中学校の外国語指導助手を務めている。
シェイプアップのために八王子中屋ボクシングジムでボクシングを始めた。会長はトレーナーと相談の上で、太田には初めにディフェンスを徹底させた。その理由のひとつは、太田の入門当初、同ジムに所属していた雄二・ゴメスの存在だった。ゴメスは無冠時代から攻撃力を前面に出して連勝を重ねていく中で、次第に他の選手が尻込みするようになり、王座獲得までのマッチメイクが非常に困難な状況になった。そのため、太田を日本での成功に導くために、まずは地味なスタイルからスタートさせることになった。アマチュアの試合で7戦全勝。2006年1月、和歌山県立体育館で開催された第57回全日本社会人ボクシング選手権大会・ウェルター級に出場し、3試合を勝ち抜き優勝を果たした。
2006年5月28日、チャールズ・ベラミーのリングネームでプロデビュー。この時太田は24歳で、周囲からはプロボクサーになるには遅過ぎるとも言われたが、太田自身は自分の能力を信じ、可能性を試したいと思った。しかし、アマチュアキャリアを積んで日本に招待され、日本のジムに所属して厚遇される他の外国人ボクサーと較べ、太田は試合前でも仕事は休めず、当時の生活は楽ではなかった。
2007年11月14日、加藤壮次郎（協栄）と対戦し、0-2の判定負け。キャリア7戦目での初黒星となった。
2009年7月3日、最強後楽園・スーパーウェルター級準決勝で細川貴之（六島）と対戦し、6回TKO勝ち。10月11日、決勝で池田好治（宮田）と対戦し、初回TKO勝ちで日本王座挑戦権を獲得するとともに大会MVPに選ばれた。

### 日本・東洋太平洋王座獲得
2010年3月25日、OPBF東洋太平洋・日本スーパーウェルター級王者の柴田明雄（ワタナベ）に挑戦し、8R2分26秒TKO勝ちで両王座を獲得した。この試合からリングネームをチャーリー太田に変更した。ボクシング活動を初めてサポートしてくれた人物に感謝する意味で、その姓をリングネームにしたという。
2010年6月29日、OPBF王座防衛戦でキング・デビッドソン（オーストラリア）と対戦。初回にダウンを奪われたものの巻き返し、2-1の判定勝ちで初防衛に成功した。
2010年9月4日、OPBF・日本王座防衛戦で湯場忠志（都城レオ）と対戦し、3-0の判定勝ちで日本王座は初、OPBF王座は2度目の防衛に成功した。湯場は新記録となる日本王座4階級制覇を狙っていたが、これを阻止した。
2011年1月8日、OPBF東洋太平洋同級4位/日本同級1位の丸元大成（グリーンツダ）と対戦し、6回TKO勝ちでOPBF・日本両王座の防衛に成功した。
2011年5月19日、日本同級2位の湯場忠志と再戦し公開採点ではリードを許していたが、8回終了間際に左右の連打を浴びせ9回開始早々に湯場陣営がタオルを投入したため9回15秒TKO勝利で湯場の日本王座4階級制覇を二度に渡り阻止した。
2011年8月8日に前日本・OPBF同級王者でOPBF同級2位/日本同級1位の柴田明雄の挑戦を受け6回KO勝ちでOPBF王座は5度目、日本王座は4度目の防衛に成功した。
同年9月18日に十二村喜久（角海老宝石）の挑戦を受け3-0の判定勝ちでOPBF・日本両王座を防衛している。この試合は史上初の在日米軍基地内の興行としてキャンプ座間内ヤノ・フィットネス・センターで開かれた勝又主催興行のメインとして執り行われた。
2011年12月、5度防衛した日本王座を返上した。

### 米国プロモーターと契約
2012年には帝拳プロモーションの仲介で、ルー・ディベラの主宰するディベラ・エンターテインメント社と契約し、八王子中屋との共同プロモートを受けることになった。同年3月17日、マディソン・スクエア・ガーデンでディベラ・エンターテインメント社が主催する興行に出場。セルヒオ・マルチネスの防衛戦のアンダーカードで、ガンドリック・キング（アメリカ）との8回戦に7回TKO勝ちを収めた。ディベラはチャーリーを「エキサイティングなファイター」と評している。同年10月12日には、日野市市民の森ふれあいホールで行われたウェルター級8回戦で4回KO勝ちを収めた。
2013年2月21日にマンハッタンでアマチュア時代にアラスカ王者経験のあるアベル・ペリーと対戦することが決まるが、相手の事情で前日にキャンセル。陣営は代わりのリングを求めて奔走し、滞在を延長することを決めて、3月1日にフォックスウッズ・リゾート・カジノで元WBF全米王者のブランドン・バウイとの対戦を取り付けた。バウイは太田が対戦実現を目指す選手の一人であるユーリ・フォアマンと直近の試合で拳を交えていた。また、50セントが主催する注目の興行でESPN2の「フライデー・ナイト・ファイト」で全米に生中継されることになり、条件はよかったが、これも前日計量の直前にキャンセルされた。この試合のために太田は仕事を辞め、万全の準備で臨んでいた。
2013年4月6日、ヤノ・フィットネスセンターで韓国ミドル級1位でOPBF同級9位の郭京錫（大韓民国）と対戦し、3-0(120-107、120-109、118-109)の大差判定勝ちで、OPBF王座の7度目の防衛に成功した。
2013年6月25日、後楽園ホールにて元日本ウェルター級王者沼田康司（トクホン真闘）と対戦。強打が売りの元王者を相手に苦戦を強いられるものの、9回KO勝ちを収めてOPBF王座の8度目の防衛に成功した。
2013年11月9日、ブルックリンのエイビエイター・スポーツ・イベンツ・センターで行われたスーパーウェルター級8回戦でマイク・ルイスと対戦。序盤から積極的な攻撃で試合を支配したが、結果は2-0での判定勝ちとなった。ディベラは1戦はさんで世界挑戦させる意向を示した。この試合の前、チャーリーはBoxingScene.comのインタビューで対戦相手に弱点があると思うかと聞かれ、「アグレッシブだと聞いているから、その通りであってほしい。お互いに見合って待つことがないから、観ている人が楽しめる試合になるだろう。」と言い、最初の世界挑戦の舞台は米国と日本のどちらになりそうかと問われると、「僕のサポーターは皆、日本にいるし、彼らの前で勝ちたい。防衛戦なら米国でやってみたい。」と話している。
2014年1月28日、世界挑戦を見据えて8度防衛したOPBF王座を返上した。
2014年5月24日、カナダ・モントリオールのベル・センターにて23戦無敗でIBF世界スーパーウェルター級5位のジャーメル・チャーロ（アメリカ）とIBF世界スーパーウェルター級2位決定戦として対戦。3回にダウンを奪い9回にはチャーロがローブローで減点されるなど善戦したが、3回のダウン後から身長とリーチ差を活かし徹底したアウトボクシングをするチャーロにポイントを奪われ、0-3（111-115、2者が109-118）の判定負けで約6年半ぶりの黒星となった。
2014年12月28日、大阪府大阪市の大阪市立住吉区民センターで日本スーパーウェルター級王者の野中悠樹と対戦し、5回に野中を一瞬ふらつかせ、鼻血を出させる場面もあったが、野中のフットワークの前に主導権を握ることが出来ず、1-2（95-96、96-95、93-97）の判定負けを喫し2年ぶりの王座返り咲きに失敗した。
2017年1月13日、後楽園ホールで行われた「ダイナミックヤングファイト」で日本ウェルター級7位の別府優樹とウェルター級8回戦を行い、8回1-1（76-77、78-74、76-76）の判定で引き分けた。この試合で別府のデビュー戦から続いていた連続KO勝利が14でストップした。その後、横浜光ボクシングジムに移籍。
2018年1月20日、後楽園ホールで移籍初戦としてタイ国スーパーライト級4位のチャイラック・トー・シラチャイと対戦し、2回1分10秒TKO勝ちを収めた。
2018年9月1日、後楽園ホールで日本スーパーウェルター級9位の清水優人と対戦し、8回2-1（77-76×2、76-77）で判定勝ちを収めた。
2019年6月1日、後楽園ホールで日本スーパーウェルター級13位の清水優人とダイレクトリマッチを行い、8回0-3（76-77、75-77、74-78）で判定負けを喫した。
2023年11月27日、後楽園ホールで4年半ぶりの復帰戦として日本ミドル級1位の可兒栄樹と対戦し、2回中にダウンを奪われた上、ベラミー陣営が棄権を申し立てたことで2回1分26秒の自身初となるTKO負けを喫した。

## 獲得タイトル
- 第31代日本スーパーウェルター級王座（防衛5=返上）
- 第29代OPBF東洋太平洋スーパーウェルター級王座（防衛8=返上）

## 出演

### 映画
- あしたのジョー（監督：曽利文彦 2011年2月11日公開）

### 映像資料
1. ↑  PACIFIC BOXING SHOWDOWN IN CAMP ZAMA (試合全容). アス★ジャポchannel（生中継のアーカイブ）. 8 April 2013.  該当時間: 01:05:20. 2013年6月2日閲覧。
2. ↑  Charlie Ota OPBF Welter weight Championship Fight 6 25 2013 (試合全容). 会場観戦者によるYouTube動画. 26 June 2013. 2013年12月14日閲覧。